# Colostygia olivaria
Colostygia olivaria là một loài bướm đêm trong họ Geometridae.